# Uzi (strojnica)
Uzi (hebrejski: עוזי, službeno nazivan UZI) je serija automatskih kompaktnih strojnica. Manje varijante Uzija se smatraju automatskim pištoljima. 

## Vanjske poveznice
- Israel Weapon Industries (I.W.I.): Mini Uzi & Micro Uzi  Arhivirana inačica izvorne stranice od 10. svibnja 2012. (Wayback Machine)
- Webstranica tvrtke Uzi  Arhivirana inačica izvorne stranice od 13. studenoga 2010. (Wayback Machine)
- Uzi History